# Kwadwo Asamoah (ur. 2002)
Kwadwo Asamoah (ur. 15 lipca 2002 w Accra) – ghański piłkarz, grający na pozycji napastnika. W sezonie 2021 zawodnik FK Spartaksu Jurmała.

## Kariera klubowa
Kwadwo Asamoah zaczynał karierę w Bechem United. W tym zespole zadebiutował 17 marca 2018 roku w meczu przeciwko Interowi Allies, przegranym 3:0, grając 43 minuty. Pierwszego gola strzelił 29 grudnia 2019 roku w meczu przeciwko Elmina Sharks, wygranym 2:0. Strzelił gola w 79. minucie. Łącznie w tym zespole zagrał w 12 meczach i strzelił jednego gola.
20 lipca 2020 roku trafił od Spartaksu Jurmała za 50 tysięcy euro. Na Łotwie zadebiutował 26 lipca 2020 roku w meczu przeciwko FK Metta, wygranym 2:0, grając 9 minut. Pierwszego gola strzelił 25 października 2020 roku w meczu przeciwko Valmiera FC, wygranym 0:1. Do siatki trafił 60. minucie. Pierwszą asystę zanotował 17 czerwca 2021 roku w meczu przeciwko Noahowi Jurmała, wygranym 5:2. Kwadwo Asamoah asystował przy bramkach w 15. i 88. minucie, a także sam wpisał się na listę strzelców w 30. minucie. Łącznie do 22 grudnia 2021 roku Ghańczyk zagrał w 39 ligowych spotkaniach, strzelił 6 goli i trzy razy asystował.